# Pedró de Sant Antoni
El Pedró de Sant Antoni és una obra d'Alpens (Lluçanès) inclosa a l'Inventari del Patrimoni Arquitectònic de Catalunya.

## Descripció
Construcció de petites dimensions, de planta rectangular i teulat a quatre vessants. És un pilar quasi de base quadrada al centre del qual hi ha una fornícula reixada amb la imatge de Sant Antoni. La obertura de la fornícula és en forma d'arcada. Està fet de pedres regulars i el teulat és també de pedra, d'una sola peça.
L'antiga imatge de Sant Antoni ha desaparegut i ara n'hi ha una altra de poca qualitat.

## Història
La reixa que tanca la fornícula del padró porta la data de 1894.